# Manfred Gerlach
Manfred Gerlach (Leipzig, 8 de mayo de 1928-Berlín, 17 de octubre de 2011) fue un jurista y político de la República Democrática Alemana (RDA). Miembro del Partido Liberal Democrático de Alemania (LDPD), fue el último Presidente del Consejo de Estado de la RDA antes de producirse la Reunificación alemana en octubre de 1990.

## Biografía
En su juventud, durante la Segunda Guerra Mundial y el régimen nazi en Alemania, participó en la resistencia antinazi. Ello motivo que las autoridades hitlerianas lo detuvieran en marzo de 1944, siendo liberado tras el final de la contienda. Entre 1951 y 1954 se licenció en Derecho, y más tarde ganaría su doctorado en Leyes. Durante la década de 1950 fue alcalde de la ciudad de Leipzig.

### Carrera política
Fue cofundador del Partido Liberal Democrático de Alemania y de la Juventud Libre Alemana (FDJ) en Leipzig. Desde 1949 hasta 1990, Manfred Gerlach fue miembro de la Cámara del Pueblo (Volkskammer) de la RDA. A partir de 1960 fue uno de los vicepresidentes del Consejo de Estado.
Desde el principio apoyó abiertamente los programas de liberalización de Mijail Gorbachov (Perestroika) en la Unión Soviética, lo que se tradujo en un aumento de su popularidad en la RDA. Sin embargo, a finales de la década de 1980 el inmovilismo de algunos sectores del Partido Socialista Unificado de Alemania (SED) provocó que momentáneamente cayera en desgracia. El 13 de octubre publicó un artículo periodístico donde cuestionaba el monopolio de poder que ejercía el SED desde hacía décadas, lo que volvió a elevarlo en el ámbito político. Después de la caída del Muro de Berlín fue elegido presidente del Consejo de Estado, convirtiéndose de esta forma en el primer jefe de Estado no comunista de la República Democrática Alemana. Durante su mandato poco pudo hacer en una RDA en vías de la reunificación con la Alemania Occidental. En abril de 1990 una renovada Volkskammer disolvió el Consejo de Estado y su posición fue asumida por la presidenta del Parlamento, Sabine Bergmann-Pohl.

### Últimos años
Después de la desaparición de la RDA, en noviembre de 1993 abandonó la militancia del Partido Democrático Liberal (FDP, sucesor del antiguo LDPD). En los últimos años mostró una posición más cercana a las políticas del Partido del Socialismo Democrático (PDS), actualmente renombrado como Die Linke. El 17 de octubre de 2011 falleció en un hospital de Berlín, tras una larga enfermedad.